# Per August Ölander
Per August Ölander (Linköping, 1824. január 8. – Maria Magdalena parish, 1886. augusztus 3.) svéd zeneszerző. Blenda című operájával 1876-ban első helyet nyert a svéd király által kiírt zenei versenyen.